# شارع النصر (دمشق)
شارع شهير في مدينة دمشق انشئ اواخر القرن التاسع عشر وتمت توسعته اوائل القرن العشرين.

## نشأة الشارع
تأسس شارع النصر في عام 1864 ، ولم يكن بالحجم الذي هو عليه اليوم وقد أخذ اسمه من باب النصر الذي كان قائماً عند مدخل سوق الحميدية.وفي عام 1914 قام جمال باشا الملقب بالسفاح بتوسيعه على حساب عدد من بيوت ومباني حي القنوات وبعدها أطلق عليه اسمه فصار يُعرف باسم شارع جمال باشا، وبعد خروج العثمانيين من سوريا، تغير اسمه إلى شارع النصر، ومازال حتى الآن بنفس الاسم.

## موقعه واهميته
يعد شارع النصر قلب دمشق، إذ يصل الآن شمال المدينة بجنوبها وشرقها بغربها، ففي شرق الشارع قلعة دمشق وسوق الحميدية، كما يطل على ساحة المرجة من خلال زقاق رامي، ويربط حي القنوات العريق بشمال المدينة من خلال شارع خالد ابن الوليد، وعندما يتجه المار به شمالاً يصل إلى جسر فكتوريا

## أشهر مباني الشارع
توزعت في الأربعينيات والخمسينيات عدة مبان على جانبي شارع النصر منها القصر العدلي ومبنى الإذاعة القديم ومحطة الحجاز ومؤسسة مياه عين الفيجة. بالإضافة لكونه مركز لانطلاق الحافلات المتجهة إلى ضواحي دمشق فكانت تقف فيه باصات الميدان والشيخ محي الدين والقصاع والمزة.